# Station Kamienna Karczma
Station Kamienna Karczma is een spoorwegstation in de Poolse plaats Kamienna Karczma.